# Coreglia Antelminelli

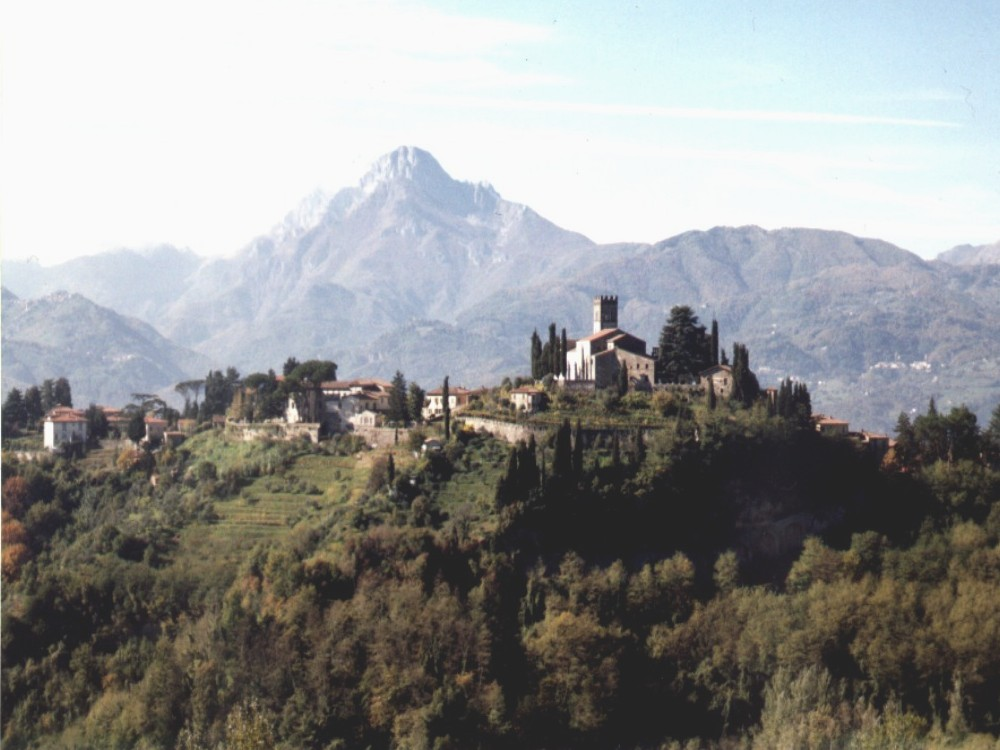
Panorámica de Ghivizzano.

Ubicación de Coreglia Antelminelli dentro de la provincia de Lucca.

Coreglia Antelminelli es una comuna de 5.225 habitantes del valle vedio del Serchio, en la provincia de Lucca. Durante la época medieval, existina una fracción poblacional conocida como Ghivizzano de unos 1600 habitantes, divididos en dos grupos denominados "Alta Ghivizzano" y "Baja Ghivizzano". En la actualidad, cada año hay varios festivales como el Festival Medieval, la fiesta de Navidad Norcini y la representación de la "vivente". Otras fracciones son dentro de Coreglia Antelminelli son Piano di Coreglia, Gromignana, Lucignana, Tereglio, Vitiana y Calavorno.
En el centro de Coreglia Antelminelli está el Museo de Figuras de yeso titulado "William Lera", recientemente fallecido. En ella se pueden admirar las figuras de yeso que fueron producidos y vendidos a las personalidades del país.

## Lugares de interés
- Iglesia de San Martino (Coreglia Antelminelli)
- Iglesia de los Santos Pedro y Pablo (Coreglia Antelminelli)
- Iglesia de Santa Maria Assunta (Coreglia Antelminelli)
- Museo de Figuras de Yeso (Coreglia Antelminelli)

## Ciudades hermanas
Coreglia Antelminelli es ciudad hermana de :
- Coreglia Ligure, Liguria desde el año 2005.

El hermanamiento se inició en agosto de 2005 y desde entonces, cada año, se organiza una reunión entre las dos comunidades, siempre en verano entre julio y agosto.

## Evolución demográfica
| Gráfica de evolución demográfica de Coreglia Antelminelli entre 1861 y 2001 |
|                                                                             |
| Fuente ISTAT - Gráfica elaborada por Wikipedia                              |